# Четвероевангелие
Четвероевангелие (четириевангелие, тетраевангелие) (на гръцки: τετραευαγγέλιον, на старобългарски: четвероблаговѣствованиѥ) е християнска богослужебна книга, оформена като кодекс, съдържаща и четирите евангелия на Новия завет – Евангелието според Матей, Марк, Лука и Йоан.
За да се използват в богослужението, към четвероеангелията са били добавяни литургически указания за времето на четене. По този начин текстът се приближава до т. нар. изборни или служебни еванглия, където отделните четива са подреден според времето на тяхното произнасяне. Освен текстовете на евангелистите обикновено има синаксар (на старобългарски: сѵнаксаръ) – указател на четивата за подвижните празници и месецослов (менологий) – указател на четивата за неподвижните празници.
Четвероевангелието може да играе ролята на напрестолно евангелие, най-често украсено, което се изнася при Малкия вход на службата.
Най-известните български средновековни ръкописи с текста на четвероевангелията са:
- Зографско четвероевангелие
- Мариинско евангелие
- Добромирово евангелие
- Четвероевангелие на цар Иван Александър – прочуто заради миниатюрите, с които е илюстрирано.